# Severiano de Heredia

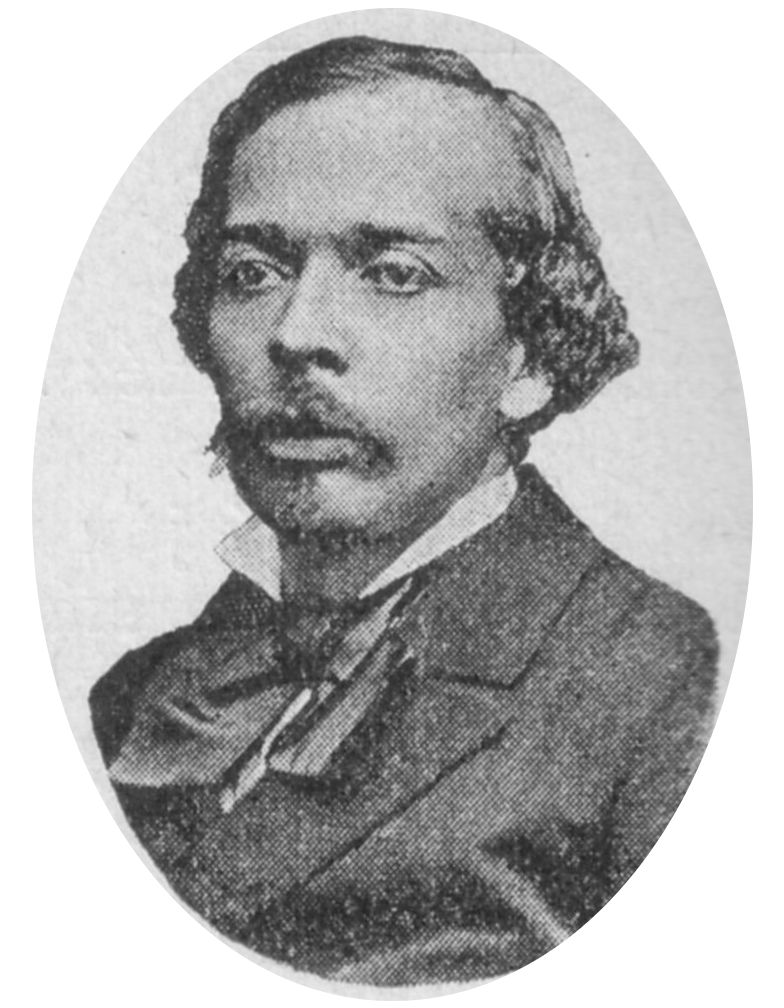
Severiano de Heredia

Severiano de Heredia (* 8. November 1836 in Havanna; † 9. Februar 1901 in Paris) war ein französischer Politiker der Dritten Republik.

## Leben
Severiano de Heredia wurde während der spanischen Herrschaft in Havanna, Kuba, als Sohn von Henri de Heredia und Brigitte de Cardenas, beide „Gens de couleur libres“, geboren und als „Mulatte, frei geboren“ getauft. Sein Taufpate, der Anwalt und wohlhabende Pflanzer Ignacio Heredia y Campuzano, verheiratet mit Madeleine Godefroy, war möglicherweise sein leiblicher Vater, was ihn zu einem direkten Cousin ersten Grades des kubanischen Dichters José María Heredia und zu einem Cousin zweiten Grades des französischen Dichters José-Maria de Heredia machen würde.
Im Alter von zehn Jahren schickte ihn sein Patenonkel nach Frankreich. Severiano de Heredia absolvierte eine glänzende Ausbildung am Lycée Louis-le-Grand, wo er 1855 mit dem Großen Ehrenpreis des Gymnasiums ausgezeichnet wurde. Er schrieb mehrere Novellen und poetische Essays. Sein Pate setzte ihn als seinen Erben ein und sorgte dafür, dass er nicht in Not geriet.
Als Freimaurer wurde er 1866 in die Loge L’Étoile polaire des Grand Orient de France aufgenommen und wurde später ihr Ehrenmeister.
Am 3. November 1868 heiratete er in Paris Henriette Hanaire, mit der er zwei Kinder hatte: einen Sohn, der im Alter von zwölf Jahren bei einem Unfall starb, und eine Tochter. Letztere, Marcelle Lapicque, wurde Neurophysiologin an der Seite ihres Mannes Louis Lapicque; ihr Neffe und Adoptivsohn, Charles Lapicque, wurde Maler der Pariser Schule.
Severiano de Heredia wurde im September 1870 französischer Staatsbürger.
In den 1870er Jahren beteiligte er sich an der Redaktion der Chronique universelle und der Tribune. Angesichts der Pariser Kommune „bewunderte dieser wohlhabende Rentier, Republikaner und aufgeklärte Patriot den Heroismus der Kommunarden gegen die Preußen, aber als ordnungsliebender Bourgeois blieb er dem Aufstand und seinen egalitären Ambitionen fern.“

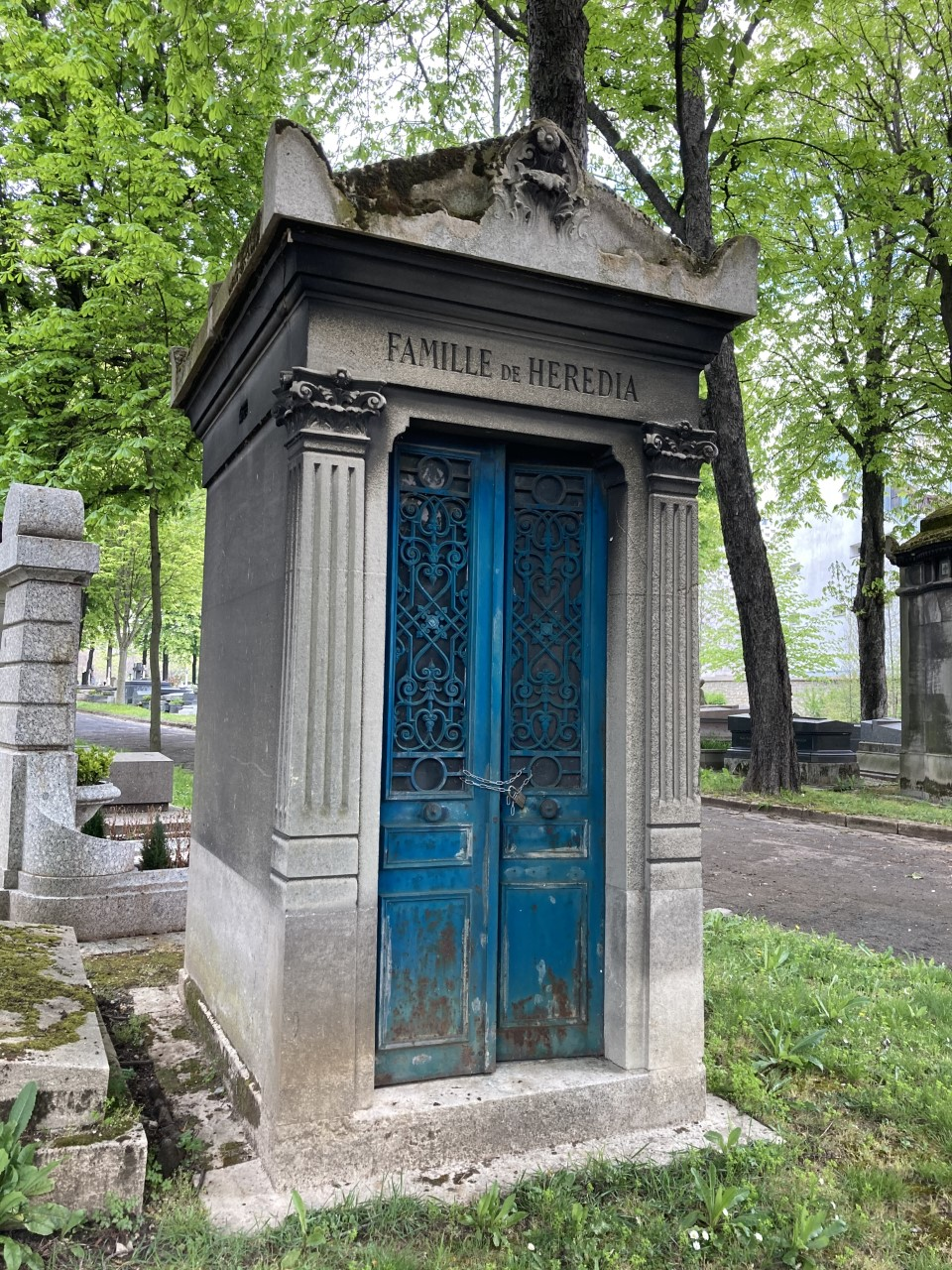
Kapelle de Heredia

Er starb am 9. Februar 1901 an Meningitis und ist wie auch Teile seiner Familie auf dem Cimetière des Batignolles begraben.

## Politik
1873 wurde Severiano de Heredia für den Stadtteil Ternes (17. Arrondissement) in den Stadtrat von Paris gewählt. Er war Republikaner mit radikalen Tendenzen. 1879 wurde er Präsident des Pariser Stadtrates und gründete in dieser Funktion die Stadtbibliotheken der Hauptstadt.
1881 und 1885 wurde er in die Abgeordnetenkammer gewählt. Als überzeugter Republikaner und Laizist kandidierte er in seiner ersten Amtszeit für die Union républicaine und in seiner zweiten für die Gauche radicale.
Er kämpfte für die Verkürzung des Arbeitstages in den Fabriken auf zehn Stunden für Kinder unter zwölf Jahren, sprach sich gegen General Boulanger aus, nahm an der Abstimmung über die Gesetze zum Pariser U-Bahn-Netz teil, beteiligte sich an Debatten über die Société de secours mutuel und über Verträge mit Eisenbahngesellschaften, stimmte für die Kredite für die Tonkin-Kampagne und forderte vergeblich die Begrenzung des Arbeitstages auf elf Stunden. 1887 wurde er Minister für öffentliche Arbeiten in der ersten Regierung von Maurice Rouvier. Er trug zur Entwicklung des Elektroautos bei.
Mit der Kolonialausstellung von 1889 begann der Niedergang seiner Karriere. Reaktionäre Kreise machten ihn zur bevorzugten Zielscheibe und bezeichneten ihn als Ministerneger, Schokoladenminister, lässigen Kreolen, dessen Teint die Nuance einer Coloradozigarre hatte. Er verlor die Parlamentswahlen von 1889 und 1893 gegen den boulangistischen Kandidaten Charles Le Senne. Danach zog sich von der politischen Bühne zurück.